# Історія сіонізму
Історія сіонізму — організація руху сіонізму, що був заснований Теодором Герцлем в 1897 році. Однак історія сіонізму почалася раніше й пов'язана з юдаїзмом та єврейською історією. Люблячі Сіон були відповідальні за створення 20 нових єврейських поселень у Палестині між 1870 р. та 1897 р..
Перед Голокостом основними цілями руху було створення «Єврейського національного дому» та культурного центру в Палестині для полегшення організації єврейської міграції. Після Голокосту цей рух був зосереджений на створенні єврейської держави (зазвичай вона визначалася як світська держава з єврейською більшістю), що досягло своєї мети в 1948 р. при створенні Ізраїлю.
З моменту створення Ізраїлю важливість сіоністського руху як організації знизилася, оскільки ізраїльська держава посилилася.
Сіоністський рух продовжує існувати, працює над підтримкою Ізраїлю, допомагає переслідуваним євреям та заохочує єврейську еміграцію до Ізраїлю. Хоча більшість ізраїльських політичних партій продовжують визначати себе як сіоністів, сучасна ізраїльська політична думка вже не формулюється всередині сіоністського руху.
Успіх сіонізму означає, що відсоток світового єврейського населення, що живе в Ізраїлі, постійно зростає протягом багатьох років, і сьогодні 40 % євреїв у світі живуть в Ізраїлі. Немає іншого прикладу в історії людства нації, що відновлюється після такого тривалого періоду існування, як діаспора.

## Біблійні прецеденти
Пріоритетом для євреїв було повернення на Батьківщину, мотивоване божественним втручанням, що спочатку з'являється в Торі, і таким чином пізніше прийнято в християнському Старому Заповіті. Після того, як Яків та його сини пішли в Єгипет, щоб уникнути посухи, і стали нацією. Пізніше, як наказав Бог, Мойсей пішов перед фараоном, жадаючи: «Дозволь мойому народу піти!». Тора описує історію про поразки та виходу з Єгипту близько 1400 р. до н. е., і початок подорожі єврейського народу до «землі обітованої», Ізраїлю. Що щороку святкується під час старозавітньої Пасхи донині, і Пасха звичайно закінчується словами: «Наступного року в Єрусалимі».
Тема повернення на свою традиційну Батьківщину виникла після того, як вавилоняни підкорили Юдею в 587 р. до н. е., а юдеї були виселені до Вавилону. У книзі Псалмів (Псалом 137) євреї нарікали на своє вигнання, а пророки (напр. як Єзекіїль) передбачали їх повернення. Біблія розповідає, як у 538 р. до н. е. Кір Великий цар Перський підкорив Вавилон і дав оголошення, згідно чого давав «народові Юди» свободу. Повернулося 50 000 юдеїв, очолюваних Зоровавелем. Друга група з 5000 осіб, очолювана була Ездрою та Неємією, котра повернулася до Юдеї в 456 р. до н. е..

## Попередники
У 1160 р. Давид Алрой очолив жидівське повстання в Курдистані, який мав на меті відновити «Землю Обітовану». У 1648 р. Сабатай Зеві (з теренів Туреччини) стверджував, що він поверне жидів назад до Палестини. У 1868 р. Юда бен-Шалом очолив великий рух євреїв Ємену в Палестину. Відправлення з британського консульства в Єрусалим в 1839 р. повідомляло, що «євреї Алжиру та його численні залежні в Палестині…» Також відбулася значна міграція з Середньої Азії бухарських євреїв.
На додаток до «месіанських рухів», до жителів Святої Землі були повільно підселені євреї, які втікали від християнських переслідувань, особливо після так званої Реконкісти Аль-Андалус (арабська назва Піренейського півострова), важливого центру Кабали. Єрусалим, Хеврон і Тиверіада також мали значне єврейське населення.

## Переслідування євреїв
Переслідування євреїв відіграло ключову роль у збереженні єврейської ідентичності та забезпечило тривалість існування єврейських спільнот, воно пізніше забезпечило ключову роль для натхнення сіоністів у відмові від європейських форм ідентичності.
Євреям у католицьких країнах було заборонено володіти землею та займатися різними професіями. З XIII століття євреї повинні були носити ідентифікуючий одяг: спеціальні капелюхи або жовті зірки на одязі. Ця форма переслідування виникла в м. Багдаді в X столітті й була скопійована християнськими правителями. Постійні вислання та незахищеність призвели до того, що євреї переймали професії ремесел такі, що давали змогу легко міняти місце праці й помешкання (наприклад, виготовлення меблів або пошиття одягу).
Переслідування в Іспанії та Португалії призвело до того, що велика кількість «маранів» (жидів) перейшла на християнство, проте багато хто продовжував таємно практикувати юдейські обряди. Церква відповіла створеною інквізицією в 1478 р. вигнавши всі залишки євреїв в 1492 р.. У 1542 р. інквізиція поширилася і в Папській державі. Інквізитори могли довільно катувати підозрюваних, і багато жертв були спалені живими.
У 1516 р. Венеціанська Республіка ухвалила, що євреям буде дозволено проживати в замкнутому районі міста, що називається «гетто». Жителі гетто мали сплачувати особливий податок, і тоді могли залишатися на обмежений термін. У 1555 р. Папа постановив, що євреї в м. Римі повинні зіткнутися з подібними обмеженнями. Потреба селити євреїв в гетто поширювалася в усій Європі, і гетто часто було дуже переповненим та дуже оподатковувалося. Воно також ставало зручною мішенню для погромів. Євреї вигнані з Англії в 1290 р.. мали заборону, яка була знята, коли Олівер Кромвель скинув монархію в 1649 р. (див. «Переселення євреїв в Англії»).
Рівень переслідування євреїв знизився після підкорення Наполеоном Європи після Французької революції, хоча короткочасна нацистська імперія відновила більшість практик. У 1965 р. Католицька Церква формально виключила ідею утримання євреїв, колективно відповідальних за смерть Ісуса Христа.

## Сіонізм в арабських країнах
У 1911 р. видання «Єврейської енциклопедії» відзначало розповсюдження руху: «не тільки в кількості євреїв, пов'язаних з сіоністською організацією та конгресом, а й у тому, що навряд чи є куточок або кут єврейського світу, в якому сіоністичного товариства не можна б було знайти».
Підтримка сіонізму не була суто європейським та ашкеназьким явищем. У арабському світі перші сіоністські відділення (мізрахі та сефарди) відкрилися в Марокко лише через кілька років після Базельської конференції, і цей рух став популярним серед євреїв, що живуть в арабському та мусульманському світі, де євреї в цілому стикалися з релігійною дискримінацією, забобонами та насильствами. Ряд засновників міста Тель-Авіва були ранніми марокканськими єврейськими іммігрантами, а Османське м. Салоніки мало активний сіоністський рух до 1908 р..

## Сіоністський рух напередодні Другої світової війни
У 1938—1939 рр. сіоністський рух складав 1 040 540 членів у 61 країні. Загальне світове єврейське населення в цей час становило близько 16 мільйонів. Сіонізм був заборонений в Туреччині та СРСР, де було більше 3 мільйонів євреїв.
Наступні цифри стосуються останнього передвоєнного сіоністського з'їзду в м. Женеві 1939 року. Вибори для делегування представників на з'їзд проходили в 48 країнах, від яких брали участь 529 делегатів. Учасники руху проголосували за партії. Кожна сторона подала список делегатів. Місця розподілялися за партіями залежно від кількості отриманих ними голосів та кандидатів, обраних у порядку, в якому вони були названі в списку. Ця система сьогодні є основою для виборів в Ізраїлі.
| Країни          | Учасники | Делегати |
| --------------- | -------- | -------- |
| Польща          | 299 165  | 109      |
| США             | 263 741  | 114      |
| Палестина       | 167 562  | 134      |
| Румунія         | 60 013   | 28       |
| Велика Британія | 23 513   | 15       |
| ПАР             | 22 343   | 14       |
| Канада          | 15 220   | 8        |

| Партія                        | Число | Відсоток |
| ----------------------------- | ----- | -------- |
| Робітнича партія              | 216   | 41       |
| Сіоністи (центр)              | 143   | 27       |
| Сіоністи (консерватори)       | 28    | 5        |
| Мізрахі (релігійні ортодокси) | 65    | 12       |
| Радикальні працівники (ліві)  | 3     | 2.5      |
| Державна партія (праві)       | 8     | 1.5      |
| Інші                          | 66    | 11       |

## Сіонізм під час Голокосту
Нацистський геноцид в Європі мав серйозні наслідки для сіоністів.
1. Велика частина членства цієї організації була знищена. Збиток особливо великий у Польщі, де мешкало близько третини членів сіонізму (членство в Росії було втрачено після встановлення влади комуністів).
2. Ті євреї, яких не вбили, втратили свої володіння; спроможність сіоністського руху зібрати гроші в Європі була суттєво зменшена.

Ця катастрофа призвела до важливих змін у єврейській та сіоністській політиці:
1. Багато євреїв відчайдушно жадали покинути Європу й готові були взяти на себе серйозні ризики
2. Всі євреї тому погодились з необхідністю створення єврейської держави, де євреї могли б жити вільно від страху перед переслідуванням, і яка дала б притулок під час переслідування.
3. Тепер євреї США були домінуючою силою в єврейській політиці.
4. Більше євреїв були готові мобілізуватися від імені своїх братів і сестер.
5. Британія тепер була ослаблена та менш спроможна протистояти міжнародному тиску.

## Рішення ООН 1947р. про розділ Палестини
У 1947 р. Британія оголосила про свій намір вийти з Палестини. Спеціальний комітет ООН дослідив ситуацію та запропонував два рішення:
1. заснувати двонаціональну державу в Палестині (варіант меншин);
2. розділити Палестину на єврейську та арабську держави.

З сіоністської точки зору другий варіант відповідав їхній меті, і вони повністю підтримали це.
29 листопада Генеральна Асамблея ООН проголосувала за те, щоби розділити Палестину на арабську державу та єврейську державу (з Єрусалимом стати міжнародним анклавом). У рамках громадського рішення єврейських громад Палестини, Єврейське агентство прийняло цей план. Палестинський арабський лідер і Ліга арабських держав відхилили це рішення й оголосили, що не дотримуватимуться цього. Тому виник цивільний конфлікт між арабами та євреями в Палестині.

## Кампанія звільнення євреїв СРСР
Наприкінці 1940-х рр. СРСР все більше став антиєврейським, і звинувачення в сіонізмі часто використовувалися як евфемізм для антиєврейських кампаній у Східній Європі та арабському світі.
Радянська пропаганда відступила в 1967 р., відбувся спад активності євреїв, які подавали заяви про від'їзд до Ізраїлю. Сіоністський рух налагодив масштабну кампанію тиску на СРСР, щоби дозволити радянським євреям емігрувати до Ізраїлю. Сіоністські активісти в СРСР вивчали іврит (що було незаконно в СРСР[джерело?]), влаштовували нелегальні релігійні церемонії (обрізання було також незаконним) та контроль за порушеннями прав людини від імені західних організацій. Найвідомішим активістом був Натан Щаранський, який був засуджений до трьох років позбавлення волі за вчинки перед обміном на радянських шпигунів.
Протягом багатьох років шерег ізраїльських та американських єврейських організацій, головним чином СБРЄ та НКПЄАЄ, провели політичну кампанію для звільнення радянських євреїв. Завдяки зусиллям адміністрації Рейгана цією кампанією вдалося досягти результату в 1987 році, коли більшість відмовників були звільнені з в'язниці, і їм дозволили емігрувати до Ізраїлю.

## Сіонізм після створення Ізраїлю
14 травня 1948 р. керівники єврейської громади Палестини оголосили незалежність відповідно до резолюції ООН, а Ізраїль був заснований як єврейська держава. Це ознаменувало великий поворотний момент, оскільки сіоністський рух досяг свою головну мету. Як наслідок, багато сіоністських інститутів стали державними установами, а три сіоністські ополчення об'єдналися для формування Сил оборони Ізраїлю.
Давид Бен-Гуріон, перший прем'єр-міністр Ізраїлю, висловився проти більш помірного підходу Всесвітньої сіоністської організації щодо досягнення єврейської державності, а потім висловився проти подальшого їх існування, яке він розглядав як конкуренцію і що не має значення після формування держави; він зіткнувся з інтересами керівництва міжнародної сіоністської організації. Основні заходи сіоністів на цьому етапі були спрямовані на допомогу переслідуваним євреям, як правило, у країнах, де сіонізм був поза законом; і надання допомоги імміграції в Ізраїль у країнах, де євреї стикалися з незначними переслідуваннями, а також для підвищення обізнаності та заохочення підтримки Ізраїля.
Більшість діаспорних євреїв ототожнювалися з сіонізмом з 1930-х років у тому сенсі, що вони підтримували створення держави Ізраїль, навіть коли вони не збиралися емігрувати. Далі сіоністський рух впливав на підтримку Ізраїлю, воно включало і допомогу іммігрантам в інтеграції, заохочення приватних капіталовкладень та мобілізацію підтримки громадської думки в Ізраїлі та на міжнародному рівні. Світова єврейська політична та фінансова підтримка була надзвичайно важливою для Ізраїлю.
Війна між Ізраїлем і арабськими державами 1967 р. («Шестиденна війна») була утвердженням сіонізму в історії Ізраїлю. Ізраїльські сили захопили східну половину Єрусалиму, включаючи священні єврейські релігійні об'єкти, західну стіну стародавнього храму. Вони також взяли на себе інші території Палестини до 1948 р., західний берег (з Йорданії) сектор Газа (з Єгипту), а також Голанські висоти (з Сирії).
28-й Сіоністський конгрес (Єрусалим, 1968 р.) прийняв наступні п'ять принципів, відомих як «Програма Єрусалиму», як цілі сучасного сіонізму:
1. Єдність єврейського народу навколо Ізраїлю в єврейському житті;
2. Перехід єврейського народу на історичну батьківщину «Ерець Ізраель» через алію з усіх країн світу;
3. Зміцнення державності Ізраїлю, заснованої на «пророчому баченні справедливості та миру»;
4. Збереження ідентичності єврейського народу шляхом сприяння розвитку єврейської та сіоністської освіти, єврейських духовних і культурних цінностей;
5. Захист єврейських прав скрізь.

Вибори 1977 р., що характеризувалися як «революція», призвели до націоналістичного, правого ревізіоністського сіонізму, партії влади «Лікуд», після тридцяти років домінування лейбористської партії. Джоел Грінберг у «Нью-Йорк Таймс» відзначив значення цих подій:
Насіння було посіяно в 1977 р., коли Менахем Бегін із «Лікуда» вперше привів свою партію до влади під час приголомшливої перемоги над робочою силою. Десять років тому, у війні 1967 р., ізраїльські війська фактично відмовилися від розбиття, прийнятого в 1948 році, перекривши Західний берег і сектор Газа. З тих пір Бегін проголосив непохитну лояльність до того, що він називав Юдеєю та Самарією (землі Західного берега), і пропонував формувати єврейське поселення там. Але він не приєднав Західний берег і Газу до Ізраїлю після того, як він зайняв посаду, визнавши те, що поглинання палестинців може перетворити Ізраїль на «двосторонню» державу замість унітарної єврейської держави.
Контроль за Західним берегом і Газою зробив Ізраїль через контролювання великої кількості палестинських арабів. Протягом багатьох років це спричинювало конфлікт між конкуруючими ідеями сіонізму егалітарної демократичної держави, з одного боку, і територіальною лояльністю до історичних єврейських районів, зокрема старого міста Єрусалиму, з іншого. Сіонізм та його ідеологічні основи стали менш важливими в ізраїльській політиці, крім поточних національних дебатів про те, що мається на увазі під «єврейською державою» та географічними межами держави Ізраїль. Однак ці дебати відбулися переважно поза сіоністськими організаціями та всередині ізраїльської національної політики.
У 1975 р. було прийнято резолюцію № 3379 Генеральної Асамблеї ООН. Вона заявила, що «сіонізм є формою расизму та расової дискримінації». Резолюція 3379 була скасована в 1991 р. Резолюцією 4686.
У 2001 р. перша екологічна сіоністська організація зелений сіоністський альянс була заснована групою американських та ізраїльських екологів під керівництвом доктора Алона Тала, рабина Майкла Коена та доктора Ейлона Шварца.